# 若宮八幡古墳
若宮八幡古墳（日语：／ Wakamiyahachimankofun）是位於日本埼玉縣東松山市石橋的一座圓墳，埼玉縣指定史跡，屬於下唐子古墳群，因此又稱為下唐子3號墳。

## 概要
古墳位於若宮八幡神社內，其墳丘上為神社的社殿，墳丘南面的橫穴式石室自江戶時代中期的明和年間（1764年至1771年）開始便呈露出狀態，1964年時成為埼玉縣指定史跡。2010年和2011年，為了修復石室而進行了調查 ，現在依然無法自由進出石室，神社本身則傳是在慶長元年（1596年）從鶴岡八幡宮分祀過來。

## 規模
古墳位於東松山台地西面的邊緣位置，直徑約為34米，高4.5米，為一座圓墳。石室由砂質凝灰岩製成，兩袖式複室全長8.8米，玄室長4.28米，前室長2.55米，羡道長1.97米。為了減輕天井石壓下來的重量，石室左右的牆壁以弧形建成，尤如從中心部分膨脹起來一樣而稱為胴張型。

### 出土文物
有傳古墳以前曾經有石棺，但是現在無法確認，石室也沒有發現出土文物。墳丘周圍的溝出土了埴輪（人物埴輪、器材埴輪和圓筒埴輪）碎片，前室部分則出土了小札、鐵器和須惠器碎片。